# Jan Mrázek (1946)
Jan Mrázek (* 4. srpna 1946 Praha) je český hudebník, komik a bývalý basketbalista.
Byl účastníkem Mistrovství Evropy juniorů 1964 a je pětinásobný bronzový medailista Československé basketbalové ligy. Po skončení sportovní kariéry se stal v 80. letech členem Banjo Bandu, populární hudební skupiny Ivana Mládka, kde zpívá a hraje na různé nástroje. Vystupoval také v Mládkových televizních estrádách a seriálech.
Basketbal začal hrát v družstvu žáků Sparty Praha, které trénoval Vladimír Heger. S družstvem dorostenců Sparty Praha byl mistr Československa 1964.
V československé basketbalové lize odehrál celkem 15 sezón (1963–1978), z toho 12 sezón za Spartak Sokolovo / od roku 1965 Sparta ČKD Praha, 2 sezóny za tým Dukla Olomouc a jednu sezónu za Slavoj Litoměřice. Se Spartou Praha získal 5 bronzových medailí za třetí místa (1964, 1966, 1968, 1969, 1976). V československé basketbalové lize po roce 1962 (zavedení podrobných statistik zápasů) zaznamenal 3262 bodů.
Za československou basketbalovou reprezentaci hrál na Mistrovství Evropy juniorů 1964 v italské Neapoli (5. místo). Odehrál 5 zápasů, zaznamenal celkem 38 bodů. Za reprezentační družstvo Československa mužů v letech 1967–1974 hrál celkem 38 zápasů.  

## Hráčská kariéra

### Kluby
- 1963–1966 Spartak Sokolovo /od 1965 Sparta ČKD Praha – 2x 3. místo (1964, 1966), 5. místo (1965)
- 1966–1968 Dukla Olomouc – 5. místo (1967)
- 1968–1977 Sparta ČKD Praha – 3x 3. místo (1968, 1969, 1976), 3x 4. místo (1971, 1972, 1973), 2x 6. místo (1974, 1975), 2x 7. místo (1970, 1977)
- 1977–1978 Slavoj Litoměřice – 11. místo: (1978)
- Československá basketbalová liga celkem 15 sezón (1963–1978), 3262 bodů a 5 medailových umístění
  - 5x 3. místo (1964, 1966, 1968, 1969, 1976)

### Československo
- Mistrovství Evropy juniorů 1964 Neapol, Itálie (38 bodů /5 zápasů) 5. místo
- Za reprezentační družstvo mužů Československa v letech 1967–1974 celkem 38 utkání.

## Umělecká kariéra
- 1984–současnost – Ivan Mládek & Banjo Band (zpěv, valcha, banjo, kazoo)

### Televize
- Čundrcountryshow (1994)
- Country estráda (2001)
- Cyranův ostrov (2008)
- Noha 22 (2011)
- Kameňák (2019)